# 草野なつか
草野 なつか（くさの なつか、1985年 - ）は、日本の映画監督・小説家。神奈川県出身。

## 経歴
東海大学文学部文芸創作学科を卒業後。映画美学校第12期フィクション・コース高等科修了。映画の道に進んだきっかけは、大学で山根貞男の授業を受講したことだったという。
インディーズ映画の撮影や製作などに関わったのち、2014年に『螺旋銀河』で長編映画を初監督。同作は、埼玉県川口市でデジタル撮影作品を対象に開かれる「SKIPシティ国際Dシネマ映画祭」にて監督賞を受賞。またシンガポールやフィンランドの映画祭にも参加、ドイツで開かれる日本映画祭「ニッポン・コネクション」では審査員賞を受賞した。
2016年、愛知芸術文化センターの助成を得て長篇第2作『王国（あるいはその家について）』を監督。この作品は再編集版が2019年に製作され、英国映画協会が優れた現代日本映画の1本に選ぶなど国外でも注目を集めた。イギリスの『ガーディアン』紙は同作について、「日常的な会話が不安と恐れをはらみコントロールできなくなってゆくさまを、厳しい密室劇で描いた」と述べ、コロナ禍時代の映画だと評した。
2023年、舞台製作などを手がける「マレビトの会」による「広島を上演する」と題したシリーズの1本として、短編「夢の涯てまで」を監督。マルセイユ国際映画祭でも上映された。

## 作品

### 映画
- 少女と夏の終わり（2012年） - 撮影
- Dressing Up（2012年） - 制作
- 螺旋銀河（2014年） - 監督・脚本
- 王国 （あるいはその家について）（2018年） - 監督
- 夢の涯てまで（2023年）- 監督

### ミュージック・ビデオ
- Little Phrase「Hanami by the River」（2015年）[16]

### 小説
- 「丘の船着き場」（『ことばと』書肆侃々房、5号、2022年）[8]